# Piz Duan

Piz Duan. Historisches Luftbild von Werner Friedli (1954)

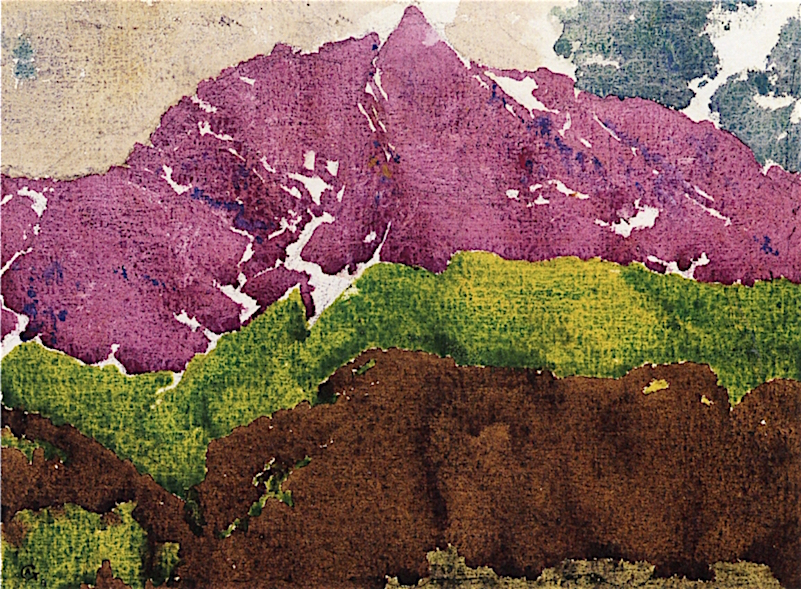
Augusto Giacometti: Piz Duan (1910)

Der Piz Duan ist ein Berg im Schweizer Kanton Graubünden.
Der Gipfel liegt auf einer Höhe von 3131 m ü. M. in der Gemeinde Bregaglia.
Der Schweizer Maler Augusto Giacometti schuf Gemälde des Bergs. In den Wintern 1904/05 und 1905/06 bewohnte sein Cousin Giovanni Giacometti und Familie mit dem ältesten Sohn, geboren 1901, dem späteren Maler und Bildhauer Alberto Giacometti, in Stampa das Gasthaus «Piz Duan», das zum Familienbesitz gehörte und auch Giovannis Geburtshaus war. Das Gasthaus wurde nach dem nahe gelegenen Berg Piz Duan benannt.